# Азербайджанская письменность
Азербайджа́нская письменность (азерб. Azərbaycan əlifbası) — письменность, используемая для записи азербайджанского языка. За время своего существования функционировала на разных графических основах и неоднократно реформировалась. В настоящее время для записи азербайджанского языка существуют три официальные графические системы: в Азербайджане — на латинице, в Иране — на арабском письме, в России (Дагестан) — на кириллице.

## История

### Алфавит на основе арабского
До 1922 года азербайджанцы использовали арабское письмо с дополнительными знаками, характерными для тюркских языков (ڭ, گ, ۋ, ﭺ, پ, ژ). Это была довольно трудная графическая система, что порой отмечали видные представители азербайджанской культуры. Например, ещё в XVI веке поэт Физули указывал на сложность арабского письма. В Азербайджанской ССР арабский алфавит применялся (последние годы параллельно с латинским) до 1929 года. Азербайджанцы, живущие в Иране, продолжают писать арабскими буквами, однако орфография такого письма до сих пор не стандартизована.

### Миссионерская кириллица
В конце XIX века православными миссионерами из Братства св. Гурия был выпущен ряд школьных учебников на азербайджанском языке, в которых использовался кириллический алфавит. Алфавит включал следующие буквы: А а, Ӓ ӓ, Б б, В в, Г г, Г̈ г̈, Д д, Ԫ ԫ, Е е, Ё ё, З з, И и, Й й, К к, К̈ к̈, Л л, М м, Н н, О о, Ӧ ӧ, П п, Р р, С с, Т т, Т̈ т̈, У у, Ӱ ӱ, Ф ф, Х х, Х̆ х̆, Ч ч, Ш ш, Ы ы, Э э, Ю ю, Я я.

### Латинизация
Первые проекты перевода азербайджанской письменности на латинский алфавит появились ещё в середине XIX века. Один из вариантов нового алфавита был составлен Мирзой Фатали Ахундовым, однако дальше проектов дело не пошло. Так, ещё в 1857 году Ахундов написал по-персидски свой первый проект реформы арабского алфавита, в котором указал на недостатки арабского письма и предлагал способы их решения. В 1863 году Ахундов совершил поездку в Константинополь, ставя перед собой цель поддержать свой проект. Но, несмотря на оказанные Ахундову почести, его проект был отклонён Научным обществом «Анджуман-Даниш». В ответ Ахундов предложил «отвергнуть вовсе исламский алфавит, принять европейскую систему письма и соответственно писать слева направо»… и т. д. В результате работы над новым проектом, Ахундов составляет новый алфавит, основанный на европейской системе и включающий 42 знака (32 согласных и 10 гласных букв). В новом проекте Ахундов сохранил как все имеющиеся в арабском алфавите буквы, так и добавил не имеющиеся гласные.
В начале XX века вопрос о переходе на латиницу вновь неоднократно поднимался азербайджанской интеллигенцией. За замену арабского алфавита выступали Джалил Мамедкулизаде, Гасан-бек Зардаби, Нариман Нариманов и другие. В 1919 году при министерстве просвещения Азербайджанской Демократической Республики была создана комиссия по разработке нового алфавита. Один из проектов, представленный А. Эфендизаде, был одобрен и опубликован.
Алфавит Эфендизаде: a ä b c ç d e ë f g h i j k l m n n̈ o ö p q ƣ r s t u v w x y z ƶ ’ (апостроф)
События Гражданской войны помешали реализации этого проекта. После провозглашения Азербайджанской ССР вопрос о латинизации азербайджанской письменности вновь был признан актуальным. В мае 1922 года образован комитет по переходу на латинскую графику. В 1922 году новый алфавит был утверждён. В 1925 году введён в официальное употребление параллельно с арабским.
Алфавит 1922 года: Aa Bb Cc Çç Dd Ee Əə Ff Gg Ƣƣ Hh Ii  Jj Kk Ll Mm Nn Ŋŋ Oo Ɵɵ Pp Qq Rr Ss Tt Uu Vv Xx Yy Zz Ƶƶ  ’ (апостроф)
С 1926 года начинаются дискуссии об усовершенствовании нового алфавита. В мае 1926 года председатель ЦИК Азербайджана Агамалы оглы объявил латинизацию центральным вопросом революции на Востоке. 21 июля 1928 года было принято постановление ЦИК и Совета Народных Комиссаров Азербайджанской ССР о переходе на латинскую графику.
Внедрение нового алфавита натыкалось на противодействия со стороны крестьян. В 1928 и 1929 гг. и вновь в 1931 и 1932 гг. повсюду в Азербайджане были отмечены случаи применения насилия со стороны крестьян по отношению к учителям, комсомольцам и активисткам женотдела, которые приезжали в сёла для обучения чтению и письму на основе нового алфавита.
В 1933 году был принят новый алфавит, изменивший начертания одних букв и фонетическое значение других. Ещё одному уточнению азербайджанский латинизированный алфавит подвергся в 1938 году (отменена буква N̡n̡).
Алфавит 1938 года: Aa Bʙ Cc Çç Dd Ee Əə Ff Gg Ƣƣ Hh Ii  Jj Kk Qq Ll Mm Nn Oo Ɵɵ Pp Rr Ss Şş Tt Uu Vv Xx Yy Zz Ƶƶ ’ (апостроф)

### Кириллизация в СССР
В мае 1939 года началось обсуждение перевода азербайджанского алфавита на кириллицу. Было выдвинуто и опубликовано в печати много различных проектов. Первый проект включал буквы А а, Б б, В в, Г г, Ƣ ƣ, Д д, Е е, Ә ә, Ж ж, З з, И и, Й й, К к, Қ қ, Л л, М м, Н н, О о, Ө ө, П п, Р р, С с, Т т, У у, Ў ў, Ф ф, Х х, Һ һ, Ч ч, Ҷ ҷ, Ш ш, Ы ы, ’. В августе 1939 года был предложен другой проект кириллического алфавита: А а, Б б, В в, Г г, G g, Һ һ, Ƣ ƣ, Д д, Е е, Ә ә, Ж ж, З з, И и, Ј ј, К к, Л л, М м, Н н, О о, Ө ө, П п, Р р, С с, Т т, У у, Ү ү, Ф ф, Х х, Ч ч, Ҷ ҷ, Ш ш, Ы ы, ’.
11 июля 1939 года был принят закон о переводе азербайджанского алфавита на кириллицу.
15 ноября 1939 года был официально утверждён новый кириллический алфавит, разработанный алфавитной комиссией при Совете Народных Комиссаров Азербайджанской ССР.
Утверждённый алфавит 1939 года: А а, Б б, В в, Г г, Ғ ғ, Д д, Е е, Ә ә, Ж ж, З з, И и, Й й, К к, Ҝ ҝ, Л л, М м, Н н, О о, Ө ө, П п, Р р, С с, Т т, У у, Ү ү, Ф ф, Х х, Һ һ, Ц ц, Ч ч, Ҹ ҹ, Ш ш, Ы ы, Э э, Ю ю, Я я, ’ (апостроф)
По мнению американского учёного, специалиста по проблемам истории стран Ближнего и Среднего Востока, доктора философии Френка Хагла, «кириллица больше, чем арабская графика, подходит к азербайджанскому языку, отличающемуся гармонией гласных звуков. Что касается фонетики, то нынешний алфавит — самый подходящий для тюркских языков».
С 1 января 1940 года азербайджанская письменность была переведена с латинского на кириллический алфавит. C этого же дня постепенно переводились на кириллицу делопроизводство государственных учреждений, общественных организаций и периодическая печать. Преподавание в школах на азербайджанском языке было переведено с латиницы на кириллицу с 1 сентября 1940 года.
В 1947 году из алфавита была исключена буква Цц, ранее использовавшаяся для русских заимствований. В 1958 году та же участь постигла буквы Ээ, Юю, Яя, а буква Йй была заменена на Јј. Этот алфавит официально действовал до 2001 года. Азербайджанцы, проживающие в Дагестане, продолжают использовать кириллицу до сих пор, хотя в школах на уроках азербайджанского языка в настоящее время используется латиница. Дербентская азербайджаноязычная газета «Дербент» публикует материалы преимущественно на кириллице, но некоторые статьи публикуются на латинице. Отличительной особенностью азербайджанской кириллицы являлось то, что она включала буквы Ҝ и Ҹ, не встречавшиеся в письменностях других языков.
| А а | Б б | В в | Г г | Ғ ғ | Д д | Е е |
| Ә ә | Ж ж | З з | И и | Ы ы | Ј ј | К к |
| Ҝ ҝ | Л л | М м | Н н | О о | Ө ө | П п |
| Р р | С с | Т т | У у | Ү ү | Ф ф | Х х |
| Һ һ | Ч ч | Ҹ ҹ | Ш ш | '   |     |     |

### Современная латиница
В 1991 году после распада СССР и восстановления Азербайджаном независимости азербайджанское письмо вновь было переведено на латинский алфавит, используемый и поныне (в первоначальном проекте вместо буквы Əə должна была использоваться Ää). С 1992 года в Азербайджане начался постепенный переход на латиницу, который завершился в 2001 году. Насчитывает 32 буквы.
Современный алфавит:
| A a | B b | C c | Ç ç | D d | E e | Ә ә |
| F f | G g | Ğ ğ | H h | X x | I ı | İ i |
| J j | K k | Q q | L l | M m | N n | O o |
| Ö ö | P p | R r | S s | Ş ş | T t | U u |
| Ü ü | V v | Y y | Z z |     |     |     |

Буквы латиницы и кириллицы имеют взаимно однозначное соответствие, хотя порядок букв разный.

## Сравнительная таблица алфавитов
| Таблица транслитерации                                  | Таблица транслитерации | Таблица транслитерации | Таблица транслитерации                                | Таблица транслитерации | Таблица транслитерации |
| Арабский (в Иране, до 1929 также в Азербайджанской ССР) | Латиница (1922—1933)   | Латиница 1933—1939     | Кириллица (в Дагестане, до 1992 также в Азербайджане) | Латиница (с 1992)      | IPA                    |
| ------------------------------------------------------- | ---------------------- | ---------------------- | ----------------------------------------------------- | ---------------------- | ---------------------- |
| ﺍ                                                       | A a                    | A a                    | А а                                                   | A a                    | [ɑː]                   |
| ﺏ                                                       | B b                    | B ʙ                    | Б б                                                   | B b                    | [b]                    |
| ﺝ                                                       | C c                    | Ç ç                    | Ҹ ҹ                                                   | C c                    | [ʤ]                    |
| چ                                                       | Ç ç                    | C c                    | Ч ч                                                   | Ç ç                    | [ʧ]                    |
| ﺩ                                                       | D d                    | D d                    | Д д                                                   | D d                    | [d]                    |
| ﻩ                                                       | E e                    | E e                    | Е е                                                   | E e                    | [ɛ]                    |
| ﻉ                                                       | Ə ə                    | Ə ə                    | Ә ә                                                   | Ə ə                    | [æ]                    |
| ﻑ                                                       | F f                    | F f                    | Ф ф                                                   | F f                    | [f]                    |
| گ                                                       | Ƣ ƣ                    | G g                    | Ҝ ҝ                                                   | G g                    | [gʲ]                   |
| ﻍ                                                       | G g                    | Ƣ ƣ                    | Ғ ғ                                                   | Ğ ğ                    | [ɣ]                    |
| ﺡ, ﻩ                                                    | H h                    | H h                    | Һ һ                                                   | H h                    | [h]                    |
| ﺥ                                                       | X x                    | X x                    | Х х                                                   | X x                    | [x]                    |
| ﻱ                                                       | I̡ ı̡                    |                        | Ы ы                                                   | I ı                    | [ɯ]                    |
| ﻱ                                                       | I i                    | I i                    | И и                                                   | İ i                    | [ɪ]                    |
| ﺝ                                                       | Ƶ ƶ                    | Ƶ ƶ                    | Ж ж                                                   | J j                    | [ʒ]                    |
| ﻙ                                                       | Q q                    | K k                    | К к                                                   | K k                    | [k]                    |
| ﻕ                                                       | K k                    | Q q                    | Г г                                                   | Q q                    | [g]                    |
| ﻝ                                                       | L l                    | L l                    | Л л                                                   | L l                    | [l]                    |
| ﻡ                                                       | M m                    | M m                    | М м                                                   | M m                    | [m]                    |
| ﻥ                                                       | N n                    | N n                    | Н н                                                   | N n                    | [n]                    |
| ڭ                                                       | Ꞑ ꞑ                    | Ꞑ ꞑ                    |                                                       |                        | [ŋ]                    |
| ﻭ                                                       | O o                    | O o                    | О о                                                   | O o                    | [ɔ]                    |
| ﻭ                                                       | Ɵ ɵ                    | Ɵ ɵ                    | Ө ө                                                   | Ö ö                    | [œ]                    |
| پ                                                       | P p                    | P p                    | П п                                                   | P p                    | [p]                    |
| ﺭ                                                       | R r                    | R r                    | Р р                                                   | R r                    | [r]                    |
| ﺙ, ﺱ, ﺹ                                                 | S s                    | S s                    | С с                                                   | S s                    | [s]                    |
| ﺵ                                                       | З з                    | Ş ş                    | Ш ш                                                   | Ş ş                    | [ʃ]                    |
| ﺕ, ﻁ                                                    | T t                    | T t                    | Т т                                                   | T t                    | [t]                    |
| ﻭ                                                       | Y y                    | U u                    | У у                                                   | U u                    | [u]                    |
| ﻭ                                                       | U u                    | Y y                    | Ү ү                                                   | Ü ü                    | [y]                    |
| ﻭ                                                       | V v                    | V v                    | В в                                                   | V v                    | [v]                    |
| ﻱ                                                       | J j                    | J j                    | Ј ј                                                   | Y y                    | [j]                    |
| ﺫ, ﺯ, ﺽ, ﻅ                                              | Z z                    | Z z                    | З з                                                   | Z z                    | [z]                    |

- в абджаде ﻭ используется одновременно для обозначения o, ö, u, ü, v, однако если нужно указать на конкретный звук, то добавляются дополнительные знаки: ۋ ,ۆ ,وُ ,ؤ ,وْ соответственно, но это используется редко, когда нужно различить разные слова: например بوُز это buz («лёд»), بوْز это boz («серый»).

## Передача имён собственных
Иностранные имена и названия транслитерируются в соответствии с правилами азербайджанской графики: например, George Bush (Джордж Буш) пишется как «Corc Buş», Gerhard Schröder (Герхард Шрёдер) — «Gerhard Şröder», Jacques Chirac (Жак Ширак) — «Jak Şirak» и т. п.

## Примеры
Статья 1 Всеобщей декларации прав человека на азербайджанском:
| Арабский алфавит                   | بوتون اینسانلار لياقت و حوقوقلارىنا گوره آزاد و برابر دوغولارلار. اونلارىن شعورلارى و وىجدانلارى وار و بیر بیرلرینه موناسىبتده قارداشلیق روحوندا داورامالیدیرلار           |
| Латиница 1929—1933 гг.             | Butun insanlar ləjakət və hukykları̡na ƣɵrə azad və bərabər dogylyrlar. Onları̡n зuyrları̡ və vicdanları̡ var və bir-birlərinə munasibətdə kardaзlı̡k ryhynda davranmalı̡dı̡rlar. |
| Латиница 1933—1939 гг. (Яналиф)    | Bytyn insanlar ləjaqət və hyquqlarьna gɵrə azad və вəraвər doƣulurlar. Onlarьn şyurlarь və viçdanlarь var və вir-вirlərinə mynasiвətdə qardaşlьq ruhunda davranmalьdьrlar. |
| Кириллица 1958—1991 гг.            | Бүтүн инсанлар ләјагәт вә һүгугларына ҝөрә азад вә бәрабәр доғулурлар. Онларын шүурлары вә виҹданлары вар вә бир-бирләринә мүнасибәтдә гардашлыг руһунда давранмалыдырлар. |
| Латиница 1991—1992 гг.             | Bütün insanlar läyaqät vä hüquqlarına görä azad vä bärabär doğulurlar. Onların şüurları vä vicdanları var vä bir-birlärinä münasibätdä qardaşlıq ruhunda davranmalıdırlar. |
| Современная латиница (с 1992 года) | Bütün insanlar ləyaqət və hüquqlarına görə azad və bərabər doğulurlar. Onların şüurları və vicdanları var və bir-birlərinə münasibətdə qardaşlıq ruhunda davranmalıdırlar. |
| Русский перевод                    | Все люди рождаются свободными и равными в своём достоинстве и правах. Они наделены разумом и совестью и должны поступать в отношении друг друга в духе братства.           |